# 古活字本

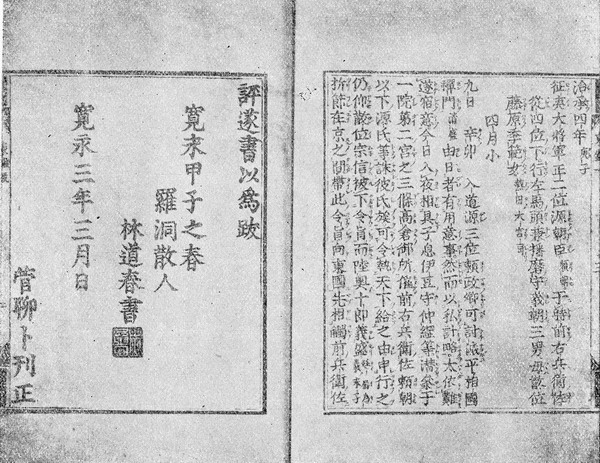
『吾妻鏡』古活字本寛永版・林羅山の跋文

古活字本（こかつじぼん）または古活字版（―はん）とは、文禄より慶安ごろ（16世紀末から17世紀初め）までの間に日本で刊行された活字印刷本の総称である。

## 概要
近世後期（18世紀から19世紀前半）に刊行された活字本については「木活字本」などと称して、古活字本とは区別する。また宣教師によってもたらされた西欧式の印刷術・機具による活字本、いわゆるキリシタン版についても、通常は古活字本と区別して考える。内容は多岐にわたるが、活字印刷そのものが早くに廃れたため、現在では稀覯本とされる書物が少なくない。
通説では、1590年代の文禄の役の際に日本軍が朝鮮から略奪した銅版活字によって慶長勅版本が刊行されたのがその嚆矢とされる。以後、国内で仮名文字を含む木製活字が製造されるようになり、和漢にわたる広い分野の書物が刊行された。初期には後陽成天皇による慶長勅版、徳川家康による伏見版、駿河版、あるいは要法寺版、本圀寺版など寺院の手によるものなど、権威や財力を背景とした篤志的な出版が多かったが、後には嵯峨本のように町人の手になる業としての出版も行われるようになった。慶安ごろまでは比較的広い範囲で活字印刷がおこなわれたが、再版の際に活字を組みなおす手間が出版費を高騰させるなど、発展しつつあった出版産業のなかでしだいにその地位を失い、通常の整版本に座を譲っていった。